# Јанис Калнињш
Јанис Калнињш (лет. Jānis Kalniņš — Лимбажи, 13. децембар 1991) професионални је летонски хокејаш на леду који игра на позицији голмана.
Члан је сениорске репрезентације Летоније за коју је на међународној сцени дебитовао на светском првенству 2015. године.
Од 2016. игра у дресу ришког Динама у КХЛ лиги.